# Paul Anspach
Pour les articles homonymes, voir Anspach.
Pour les autres membres de la famille, voir Famille Anspach.
Paul Anspach, né à Bruxelles le 1er avril 1882 et mort dans sa centième année à Forest (commune bruxelloise) le 28 août 1981 , est un avocat, magistrat, escrimeur olympique belge et dirigeant de la Fédération internationale d'escrime (FIE).

## Biographie
Paul Albert Eugène Anspach, né à Bruxelles le 1er avril 1882, est le fils d'Armand Anspach (1856-1937) et d'Émilie Puissant. Son père était avocat, membre de la Chambre des représentants (1886-1895) et conseiller communal (1908-1930). Il pratiquait par ailleurs l'escrime. Son grand-père, Eugène Anspach (1833-1890), frère puîné du bourgmestre et avocat au barreau de Bruxelles, avait été administrateur au Comité d'escompte et gouverneur de la Banque nationale de Belgique. Son grand-oncle, Jules Anspach (1829-1879), a été bourgmestre de Bruxelles. Son cousin, Henri Anspach, est également escrimeur dans l'équipe belge aux Jeux olympiques. Paul Anspach se marie trois fois : avec Marie De Smet en 1905, avec Marguerite Rinschen en 1928 et avec Edith Neufeld en 1948. Des deux premiers mariages, il a six fils qui lui ont donné huit petits-enfants.

Blason Anspach

Il fait des études à l'Université libre de Bruxelles au cours desquelles il prend goût à l'escrime. Il obtient le diplôme de docteur en droit et s'inscrit au barreau de Bruxelles. Il passe ensuite dans la magistrature et est nommé premier substitut de l'Auditeur général. Lors de la Première Guerre mondiale, il est volontaire de guerre et devient auditeur militaire sur le front de l'Yser. Peu après la Première Guerre mondiale, il reste auditeur militaire auprès de la 4e zone d'occupation en Allemagne. Il sera par la suite nommé premier substitut de l'Auditeur militaire général.

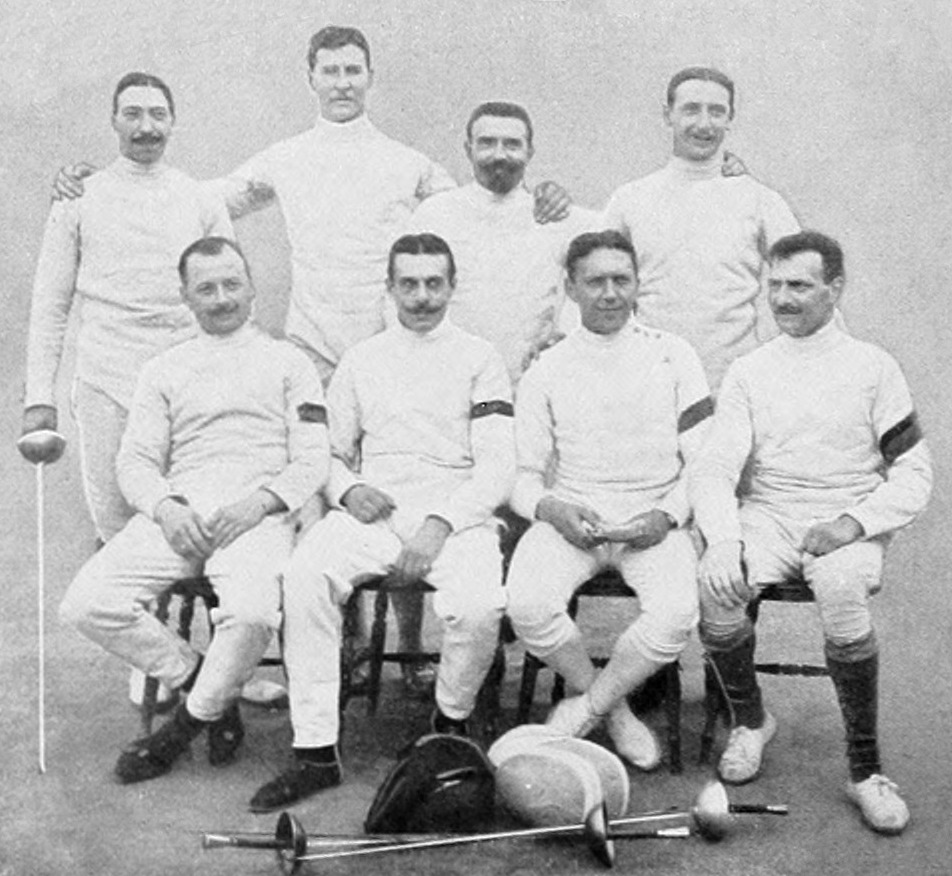
L'équipe belge d'épée médaillée d'or aux Jeux olympiques 1912.

Au Cercle d'escrime de Bruxelles, il s'instruit au fleuret, au sabre et à l'épée avec le maître Pierre Selderslagh et est ensuite l'élève d'Émile De Bel. À partir de 1903, il participe avec l'équipe belge aux compétitions internationales d'escrime. En 1906, il devient membre du Comité olympique belge. De 1908 à 1924, il participe à quatre olympiades concourant principalement dans la discipline de l'épée. Aux Jeux olympiques de 1908 à Londres, il remporte avec l'équipe belge sa première médaille en bronze derrière la France et l'Italie. Aux Jeux olympiques de Stockholm en 1912, il remporte deux médailles d'or à l'épée, l'une en individuel et l'autre en équipe. Avec l'équipe belge d'escrime, il remporte encore deux médailles d'argent l'une aux Jeux olympiques à Anvers en 1920 (derrière l'Italie) et l'autre aux Jeux olympiques de Paris en 1924 (derrière la France). Aux olympiades de 1912, 1920 et 1924, il est nommé capitaine de son équipe. Au cours de sa carrière d'escrimeur, il participe à 19 grands tournois internationaux se qualifiant à chaque fois à la finale.
De la compétition, il passe à partir de 1924 à l'arbitrage et est nommé délégué de la Fédération belge d'escrime à la Fédération internationale d'escrime (FIE). Depuis 1913, il était déjà secrétaire général de la FIE depuis sa fondation et participe à la rédaction des premiers règlements d'escrime. Il en est élu président en 1932, à Genève et il reste à ce poste pendant 16 ans.
Pendant la Seconde Guerre mondiale, il est arrêté par la Gestapo en juillet 1940 puis relâché le mois suivant. Dans le cadre de ses activités d'auditeur militaire, il avait en effet contribué à la déportation en France de citoyens allemands à la suite de l'invasion de la Belgique par l'Allemagne en mai 1940. Pendant la guerre, il s'attache à maintenir l'autonomie de la FIE vis-à-vis des autorités allemandes. À la suite de perquisitions, celles-ci lui dérobent une partie de sa collection de médailles et de trophées ainsi que les archives complètes de la FIE.
En 1946, il est confirmé président de la FIE afin de préparer au mieux les Jeux olympiques de Londres de 1948. Il reste à ce poste jusqu'au 31 décembre 1948 date à laquelle il est remplacé par Jacques Coutrot. Il sera encore juge arbitre aux Jeux olympiques de 1952 à Helsinki.
Il est décédé le 28 août 1981 , quelques semaines avant le Congrès olympique de 1981, auquel il devait assister.

## Palmarès
- Jeux olympiques
  -  Champion olympique d’épée en 1912 aux Jeux olympiques de Stockholm.
  -  Champion olympique d’épée par équipe en 1912 aux Jeux olympiques de Stockholm.
  -   à l'épée par équipe en 1920 aux Jeux olympiques d’Anvers.
  -   à l'épée par équipe en 1924 aux Jeux olympiques de Paris.
  -  à l'épée par équipe en 1908 aux Jeux olympiques de Londres.

## Hommages et distinction
En 1946, la Fédération internationale d'escrime lui décerne le Trophée Chevalier Feyerick « pour la manière sportive et courageuse avec laquelle, pendant la guerre, il a défendu les intérêts et le prestige de la FIE ». En 1951 il est le premier lauréat du Trophée Tahir Pacha du CIO.
La distinction suivante lui a été décernée par la France :
- Chevalier de la Légion d'honneur pour ses activités d'auditeur militaire pendant et après la Première Guerre mondiale (en 1922).